# Kontaktplan
Kontaktplan (Abkürzung KOP) ist eine Methode zur Programmierung von speicherprogrammierbaren Steuerungen (SPS). Im englischen Sprachgebrauch wird er als Ladder Diagram (Abkürzung LD oder LAD) bezeichnet.
Es handelt sich um eine in der IEC-Norm EN 61131-3 genormte grafische Programmiersprache, die insbesondere für Verknüpfungssteuerungen geeignet ist. In ihrer Darstellung ist sie an Stromlaufpläne angelehnt:

Stromlaufplan

Entsprechender Kontaktplan

Werden die Elemente in Reihe geschaltet, so bedeutet dies eine UND-Verknüpfung. Werden sie parallel geschaltet, so ist dies eine ODER-Verknüpfung. Ein Strich durch das Element bedeutet eine Negierung des Elements.
Eingänge werden dabei als zwei vertikale parallele Linien dargestellt, Ausgänge dagegen als gegenüberliegende gebogene Linien.
Beispiel: AUSGANG1 = EINGANG1 OR NOT EINGANG2

Einfaches Kontaktplanbeispiel

In fast allen modernen KOP-Sprachen sind aber auch Funktionsblöcke verfügbar, die weit über die eigentliche Verknüpfungssteuerung hinausgehen.
Beispiel: Maximumsuche (KOP-Sprache STEP 7)

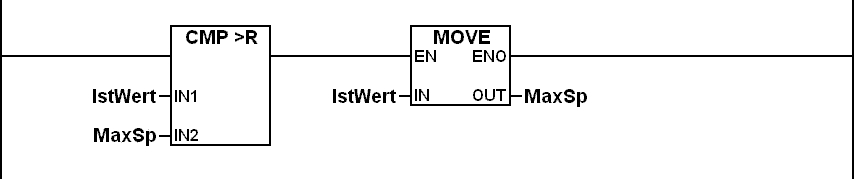
Kontaktplan, Maximumsuche

Ist die Variable IstWert größer als MaxSp (Maximum-Speicher), wird IstWert als neues Maximum übernommen.
Für komplexere Programmstrukturen, insbesondere Analogwertberechnungen, ist ST oft besser geeignet.